# Malembo
Malembo est une ville angolaise située dans la province du Cabinda, sur les rives de l'océan Atlantique.